# Гротриан (лунный кратер)
Кратер Гротриан (лат. Grotrian) — крупный молодой ударный кратер в южном полушарии обратной стороны Луны. Название присвоено в честь немецкого астронома Вальтера Вильгельма Гротриана (1890—1954) и утверждено Международным астрономическим союзом в 1970 г. Образование кратера относится к эратосфенскому периоду.

## Описание кратера

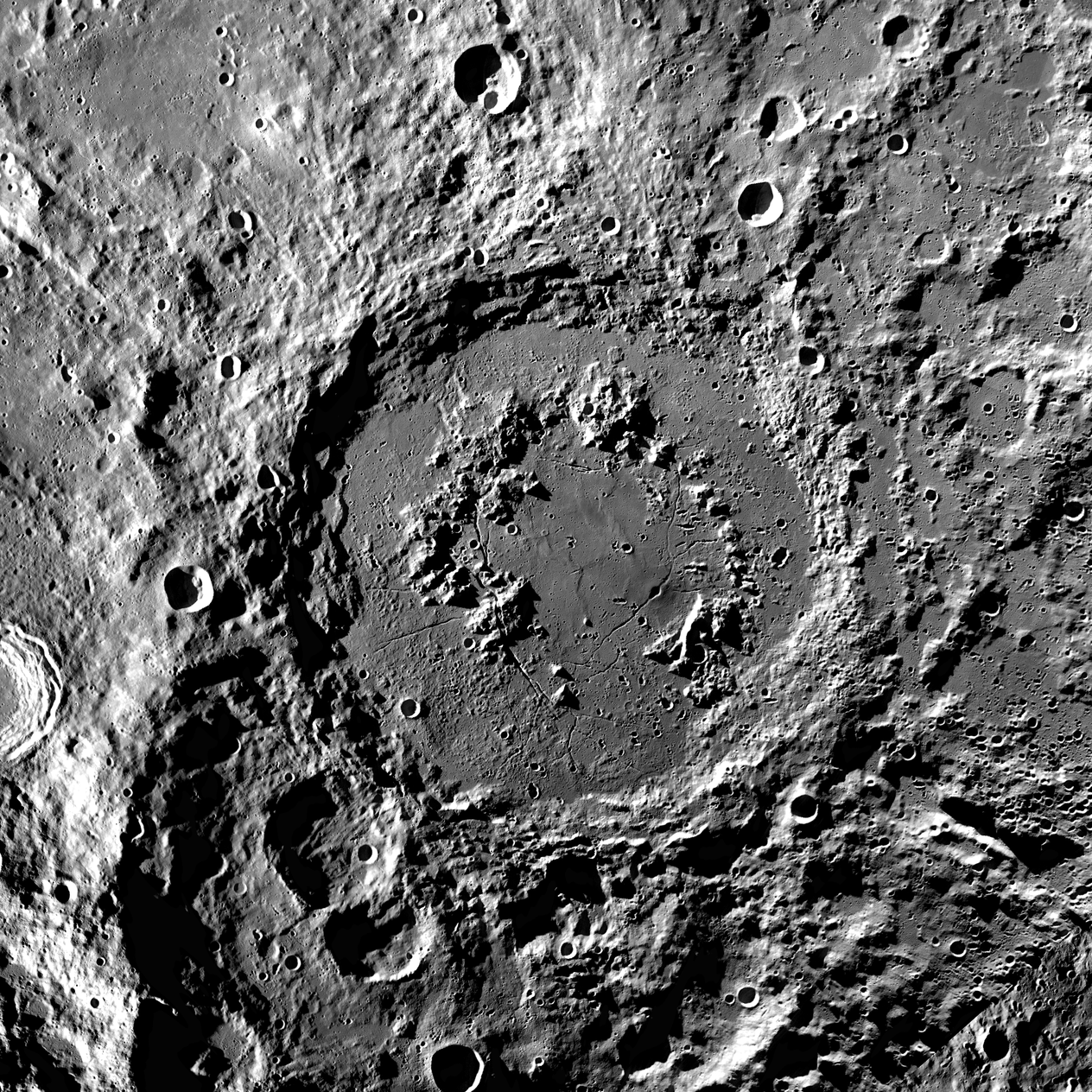
Кратеры Шрёдингер (в центре снимка) и Гротриан (в верхней части снимка). Снимок Lunar Reconnaissance Orbiter.

Ближайшими соседями кратера являются кратер Сикорский на западе, кратер Ван Вейк на северо-западе, кратер Фехнер на севере, кратеры Планк и Прандтль на северо-востоке и огромный кратер Шрёдингер на юге. На западе от кратера находится долина Шрёдингера, от северной части кратера начинается Планка. Селенографические координаты центра кратера 66°09′ ю. ш. 128°17′ в. д. / 66,15° ю. ш. 128,28° в. д., диаметр 36,8 км, глубина 2,1 км.
Кратер имеет циркулярную форму c четко очерченной острой кромкой вала, практически не разрушен. Юго-восточная часть вала перекрыта приметным небольшим кратером, внутренний склон вала сравнительно крутой и гладкий, у подножия вала находятся осыпи обрушившихся с внутреннего склона пород. Высота вала над окружающей местностью составляет 1000 м, объем кратера составляет приблизительно 1000 км³. Дно чаши кратера неровное, в центре чаши находится скопление пиков и хребтов.

## Сателлитные кратеры

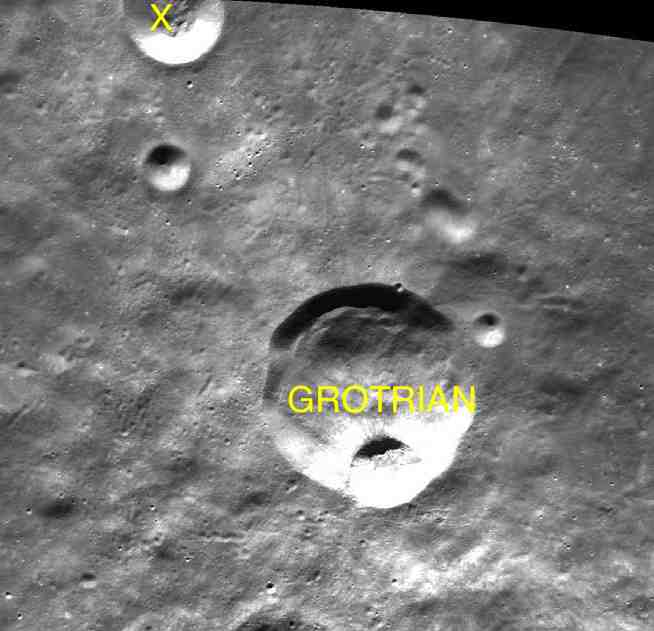
Фрагмент карты LAC-140.

| Гротриан | Координаты                                              | Диаметр, км |
| -------- | ------------------------------------------------------- | ----------- |
| X        | 64°05′ ю. ш. 125°17′ в. д. / 64,09° ю. ш. 125,29° в. д. | 17,7        |